# 土地 (小説)
『土地』（とち）は、韓国の小説家朴景利が書いた大河小説。1969年から1994年まで、途中休止を挟んで25年にわたり雑誌に連載された。慶尚南道河東郡平沙里（ピョンサリ）を舞台にした第1部から物語が始まり、その後舞台を間島などに広げ、李氏朝鮮末期から日本統治時代を経て太平洋戦争終結による「解放」に至るまでの朝鮮近代史を描く。

## 概要
慶尚南道河東郡平沙里（ピョンサリ）の大地主である崔（チェ）一家と、平沙里の農民である李龍（イ・ヨン）一家の家族史を軸に、李氏朝鮮末期から日本統治時代を経て太平洋戦争終結による朝鮮の「解放」に至るまでの内容を扱う全5部25編361章で構成され、「民族の一大叙事詩」とされる。
第1部は1897年から始まり、平沙里を舞台にして崔参判家の当主である崔致修（チェ・チス）の殺害と崔一家の没落を描き、第2部では舞台を間島の龍井に移し、崔致修の一人娘西姫（ソヒ）の商売による財産形成、崔一家の財産を奪った趙俊九（チョ・ジュング）との対決、そして西姫と二人の息子を始めとする平沙里の人たちの帰郷を描き、第3部では舞台を広げて間島と東京、ソウルと晋州を中心として物語が展開し、金環（キム・ファン、九泉〈クチョン〉）が獄死し、第4部では金吉祥（キム・ギルサン）の出獄と仏画の完成、紀花（キファ、鳳順〈ポンスン〉）の死、そして柳仁実（ユ・インシル）と日本人の緖方次郞の愛と葛藤を描く一方、李龍の息子である李弘（イ・ホン）や、西姫と金吉祥の二人の息子である崔還国（チェ・ファングク）と崔允国（チェ・ユングク）が物語の前面に徐々に登場する。第5部では第二次世界大戦中の朝鮮人の苦難と解放への期待を表現すると同時に、李相鉉（イ・サンヒョン）と紀花の娘である良絃（ヤンヒョン）、崔允国、そして宋寛洙（ソン・グァンス）の息子である宋栄光（ソン・ヨングァン）の愛の三角関係を描く。この小説は日本の無条件降伏を知らせるラジオ放送を聞いた良絃が西姫の元に走って来てその知らせを伝え、村人たちが一斉に「万歳（マンセー）」を叫ぶシーンで終幕を迎える。

## 主な登場人物
崔西姫（チェ・ソヒ）
本作の主人公。崔致修の一人娘。李氏朝鮮末期の1892年生まれ。還国（ファングク）と允国（ユングク）の母となる。
金吉祥（キム・ギルサン）
孤児。1885年生まれ。燕谷寺の牛観（ウグァン）住職に育てられる。崔参判家で働く。
鳳順（ポンスン） / 紀花（キファ）
崔参判家で針仕事をする女性の娘。1890年生まれ。歌がうまい。
李相鉉（イ・サンヒョン）
李東晉の息子。1891年生まれ。
金頭洙（キム・ドゥス） / 金巨福（キム・ゴボク）
崔致修を殺した金平山（キム・ピョンサン）の息子。1886年生まれ。
崔致修（チェ・チス）
西姫の父。1854年生まれ。尹氏夫人の嫡子で、崔参判家当主の両班。金平山に殺害される。
九泉（クチョン）/金環（キム・ファン）
崔参判家の作男（下男）で、独立運動家。東学の将軍・金介周（キム・ゲジュ）と尹氏夫人の庶子。幼少時の吉祥に字を教える。
別堂の若奥様
西姫の母。崔致修の妻。1864年生まれ。娘と夫を捨て、九泉（クチョン）/金環（キム・ファン）と駆け落ちする。
尹（ユン）氏夫人
崔致修の母。1842年生まれ。
趙俊九（チョ・ジュング）
崔致修のまたいとこ。没落した両班。1852年生まれ。ソウルから平沙里の崔参判家にやって来る。
李龍（イ・ヨン）
農民。弘（ホン）の父。
金永八（キム・ヨンパル）
農民。李龍の親友。
潤保（ユンボ）
大工。義兵として独立運動に加入する。
金訓長（キムフンジャン）
没落した両班。村の書堂の先生をしている。
李東晉（イ・ドンジン）
崔致修の親友。李府使家当主の両班。独立運動に加わる。
孔（コン）老人
間島の商人。西姫に協力し、俊九を陥れる。本名は孔弼先（コン・ピルソン）。
宋寛洙（ソン・グァンス）
東学党員。白丁の娘と結婚して衡平社運動に参加する。栄光（ヨングァン）の父。

## 翻訳など
原作小説第1部が英語、フランス語、ドイツ語、中国語、日本語に翻訳されている。
韓国で漫画版が2015年に完結した。この漫画版は原作を忠実に漫画化している。

### 日本語訳
- 『土地』全8巻、福武書店、1983年〜1986年刊：原作第1部の翻訳[5]。
- 『土地』全6巻、講談社、2011年〜2012年刊：2003年に韓国で刊行された全編をダイジェストした青少年版の日本語訳[5]。
- 『完全版 土地』全20巻、クオン、2016年〜2024年刊：[22]。2012年に韓国で刊行されたマロニエブックス（마로니에북스）版の翻訳。

## 映像化作品
『土地』は1974年にキム・ジミとイ・スンジェ主演で映画化された。映画化の5年後の1979年には初めてテレビドラマ化され、女主人公ソヒ役をハン・ヘスク、相手役のキム・ギルサン役をソ・インソクが演じた。1987年にチェ・スジ主演で再びテレビドラマ化され、2004年にキム・ヒョンジュ主演で3度目のテレビドラマ化がされた。

### 映画
原作を李亨愚（イ・ヒョンウ）が脚色し、金洙容（キム・スヨン）が監督して、キム・ジミ、イ・スンジェ、キム・ヒラ主演で映画化され、1974年11月23日に公開された。出演は他にウ・ヨンジョン、チェ・ジョンミン、ホ・ジャンガン、ト・グムボン、ファンヘ、チェ・ナムヒョン、パン・スイル、チュ・ジュンニョ、ヨ・スジン、チェ・ソンホ、チェ・ボンなど。上映時間は130分。
第13回大鐘賞で金洙容が監督賞を受賞した他、作品賞および録音賞、キム・ジミが主演女優賞、ト・グムボンが助演女優賞を受賞した。韓国の1970年代の代表的文芸映画とされる。

### テレビドラマ (1979年)
1979年に初めてテレビドラマ化されて、11月12日から1980年12月22日まで韓国放送公社 (KBS) で毎週月曜日の夜に全48回にわたって放送された。女主人公ソヒ役をハン・ヘスク、相手役のキム・ギルサン役をソ・インソクが演じた。初テレビドラマ化された1979年当時は原作の小説は第4部の途中まで発表されていた。1979年のこのテレビドラマの初回を見た原作者の朴景利は原作小説と違っている点を指摘して、あきれたと述べた。
このドラマは韓国最初の大河ドラマとされたが、KBSの大河ドラマとしては続いて1981年1月5日から同じく毎週月曜日に放送された『大命』が「KBS大河ドラマ」第1作として言及されている。

### テレビドラマ (1987年)
チェ・スジ主演で再びテレビドラマ化され、1987年10月24日から1989年8月6日まで韓国放送公社で「KBS大河ドラマ」として放送された。

### テレビドラマ (2004年)
2004年から2005年にかけて3度目のテレビドラマ化作品がSBSで放送された。今までの映像化作品は原作小説の完結前に製作されたが、本作は1994年に完結した原作小説の全5部すべてを初めて映像化した。崔西姫（チェ・ソヒ）をキム・ヒョンジュ、金吉祥（キム・ギルサン）をユ・ジュンサン、鳳順（ポンスン、のちの紀花〈キファ〉）をイ・ジェウンが演じた。2006年に第42回百想芸術大賞テレビ部門の作品賞を受賞した。
日本では題名を『名家の娘ソヒ』（ミョンガのむすめソヒ）として放送された。

## ミュージカル
原作小説の第1部と第2部をミュージカルとして製作し、公演した。詩人のイ・スンハが歌詞を書き、ソウル市立国楽館弦楽団団長を務める朝鮮伝統音楽の作曲家であるキム・ヨンドンが作曲した。1995年にソウルで初演し、2009年8月14日と15日には原州市の野外劇場で公演された。この2009年8月の公演は250名余りの出演者によって行われた。